# Église Saint-Martin de Vitré
Pour les articles homonymes, voir Église Saint-Martin et Saint-Martin.
Saint-Martin de Vitré est une église paroissiale de Vitré affectée au culte catholique romain. 

## Localisation
L'église est située dans le département français d'Ille-et-Vilaine, sur la commune de Vitré.

## Historique

### La paroisse Saint-Martin de Vitré
Le seigneur du Chastelet (en Balazé) était aussi seigneur fondateur et haut justicier de l'église parochiale [paroissiale] de Saint-Martin de Vitré.

### Le Grand Saint-Martin
L'édifice est inscrit au titre des monuments historiques en 2013,.

## Mobilier

### Les orgues

#### Les grandes orgues
Les grandes orgues de l'église Saint-Martin de Vitré comptent 42 jeux réels et 1 jeu en extension répartis sur 3 claviers manuels de 56 notes et un pédalier de 32 notes. Juché sur une tribune occupant la première travée de la nef, l'instrument, de facture néoclassique, est l’œuvre de Victor Gonzalez. La construction, entreprise en 1941, a été grandement retardée par le second conflit mondial, les ouvriers étant réquisitionnés et la fourniture du chantier en matériaux de qualité fortement compromise. La composition originelle, donnée par André Marchal, prévoyait 29 jeux mais la palette sonore sera enrichie au cours des travaux pour finalement en compter 35 lors de l'inauguration le 27 juin 1948. Après la Seconde Guerre mondiale, l'organiste titulaire, l'abbé Maurice Brault, modifie la composition et poursuit l'accroissement de l'instrument en 1949, 1954, 1956 et 1972, ce avec le concours des manufactures Gonzalez, Hartmann, Wolf puis Sévère ; les éléments originaux défectueux disparaissant progressivement.   
| I. Grand Orgue Do1–Sol5 56 notes                                                                                         | II. Positif Do1–Sol5 56 notes | III. Récit expressif Do1–Sol5 56 notes | Pédale Do1–Sol3 32 notes |
| --- | --- | --- | --- |
| Montre 16 Montre 8 Bourdon 8 Flûte conique 8 Prestant 4 Doublette 2 Plein-Jeu IV rangs Bombarde 16 Trompette 8 Clairon 4 | Principal 8 Bourdon 8 Prestant 4 Flûte à fuseau 4 Nazard 2 2/3 Quarte 2 Tierce 1 3/5 Larigot 1 1/3 Cymbale III rangs Trompette 8 Cromorne 8 | Quintaton 16 Flûte à cheminée 8 Salicional 8 Voix céleste 8 Cor de chamois 4 Cor de nuit 2 Sesquialtera II rangs Plein-Jeu IV rangs Cymbale II rangs Bombarde 16 Trompette 8 Clairon 4 Hautbois 8 (Fa2) | Flûte 32 Contrebasse 16 Soubasse 16 Principal 8 Bourdon 8 Principal italien 4 Fourniture IV rangs Bombarde 16 Trompette 8 Clairon 4 |

Accessoires :
- Accouplements II/I, III/I, III/II ;
- Tirasses I, II, III ;
- Appels Anches Pédale, G.O., Positif, Récit ;
- Introduction G.O. ;
- Expression par bascule.

La transmission des notes est mécanique (avec machine pneumatique au G.O.) et celle des jeux pneumatique. La console est retournée.

#### L'orgue de chœur
L’orgue de chœur de l'église Saint-Martin de Vitré est un instrument de 13 jeux, dont 11 réels, répartis sur deux claviers de 56 notes et un pédalier de 30. Construit par la manufacture Debierre de Nantes en 1883, il est placé au fond du chœur, dans l'arcade plein-cintre centrale. La transmission est mécanique. 
L'instrument est abrité par un buffet de style néo-roman d'un étage porté par un haut soubassement. Horizontalement, le buffet est organisé de façon tripartite, présentant trois plates-faces de tuyaux (7/5/7). La console est retournée.
| I. Grand-Orgue Do1–Sol5 56 notes                  | II. Récit expressif Do1–Sol5 56 notes                                                | Pédale Do1–Fa3 30 notes                                  |
| ------------------------------------------------- | ------------------------------------------------------------------------------------ | -------------------------------------------------------- |
| Bourdon 16 Montre 8 Bourdon 8 Principal italien 4 | Flûte 8 Gambe 8 Prestant 4 Nazard 2 2/3 Tierce 1 3/5 Plein jeu III rangs Trompette 8 | Soubasse 16 (emprunt G.O.) Basse 8 (emprunt Montre G.O.) |

Accessoires :
- Accouplement II/I en 8 et 4 ;
- Tirasses I, II ;
- Appel anches Récit ;
- Trémolo G.O., Récit ;
- Expression par bascule.

### Sculptures
Au-dessus de l'autel de la chapelle d'axe dédiée à Notre-Dame de Grâce, la statue en bois de la Vierge à l'Enfant est l'œuvre de Jean Fréour,.

## Peintures murales
Le pourtour de la chapelle Notre-Dame de Grâce est orné de peintures murales sur les thèmes de L'Adoration des mages, de L'Adoration des bergers et de La Piéta réalisées par le peintre Louis Garin en 1957. Elles sont découpées pour respecter les pilastres qui scandent l'élévation.

## Les cloches
Le clocher de Saint-Martin de Vitré abrite cinq cloches provenant de la fonderie Bollée du Mans et datant de 1885. Le bourdon pèse 4 445 kg et sonne en sol2. Les quatre autres cloches donnent do3, ré3, mi3 et sol3.